# Danmarks Rygerforening
Danmarks Rygerforening (DARY) er en dansk lobbyorganisation, der arbejder for at sikre rygernes rettigheder til at ryge samt for at imødegå det, foreningen mener er misinformation om tobak og dens skadevirkninger. Foreningen har markeret sig som markant modstander af Rygeloven.
DARY blev stiftet 11. september 2005.
Formand er siden februar 2008 Frank Pedersen.